# Blanfordimys afghanus
Blanfordimys afghanus је азијска врста волухарице. 

## Распрострањење
Ареал врсте покрива средњи број држава. Врста је присутна у Авганистану, Ирану, Таџикистану, Туркменистану и Узбекистану.

## Станиште
Станишта врсте су планине, полупустиње и пустиње. 
Врста је по висини распрострањена од 1.500 до 3.400 метара надморске висине.

## Угроженост
Ова врста је наведена као последња брига, јер има широко распрострањење и честа је врста.